# Schönengrund
Schönengrund ist eine politische Gemeinde im ehemaligen Bezirk Hinterland des Kantons Appenzell Ausserrhoden in der Schweiz. Schönengrund bildet mit Wald SG die Ortschaft Schönengrund-Wald bzw. Wald-Schönengrund, deren Namen auch die meisten Vereine in ihren Bezeichnungen führen.

## Geographie
Schönengrund hat eine Gesamtfläche von 520 Hektaren. Davon sind 24 Hektaren bewohnte, 339 Hektaren landwirtschaftliche und 157 Hektaren bestockte Flächen, also Wälder und Gehölze.
Schönengrund ist ein Strassendorf, umgeben von zahlreichen Einzelhöfen, an der wichtigen Strassenverbindung Herisau–Toggenburg. Es liegt zwischen Schwellbrunn und den St. Galler Ortschaften St. Peterzell beziehungsweise Hemberg.
Nachbargemeinden von Schönengrund sind Urnäsch, Schwellbrunn (AR) und Neckertal (SG). Das Dorf Wald SG (Gemeinde Neckertal) bildet mit Schönengrund ein Dorfgefüge beziehungsweise eine Doppelgemeinde. Die Orts- und Kantonsgrenzen sind nicht deutlich zu spüren.

## Geschichte

Luftbild von Walter Mittelholzer aus dem Jahr 1920

Schönengrund wurde 1268 als Zem Schönengrund erstmals urkundlich erwähnt. Das Gebiet Schönengrunds bildete bis 1720 unter dem Namen hinder dem Ham eine Unterrhode der Kirchhöri Urnäsch. 1417 nahmen die Hinderhamer teil am Urnäscher Kirchbau. Mit ihnen traten sie 1525 zur Reformation über. Bevor die Gemeinde gegründet wurde, beschränkte sich der Name Schönengrund auf ein Hofgut. Der Weg nach Urnäsch wurde der Bevölkerung allmählich zu lang, und 1720 wurde beim Hofgut Schönengrund eine neue, eigene Kirche gebaut. So konnte sich Schönengrund in den Jahren 1720 bis 1722 von Urnäsch lösen und wurde eine selbstständige Kirchgemeinde. Diese Ablösung erfolgte jedoch nur langsam und schrittweise. Das neue Gotteshaus wurde Mittelpunkt eines Dorfs, das dank blühendem Textilgewerbe rasch wuchs und um 1800 schon beinahe die heutige Grösse und Gestalt hatte. Vor allem die bäuerliche Bevölkerung beteiligte sich an der Leinwand- und Baumwollweberei. Nach 1800 entfaltete sich vor allem das benachbarte Dorf Wald, ein Teil der sanktgallischen Gemeinde Neckertal. Die beiden Dörfer Schönengrund und Wald wuchsen zusammen und bilden seit dem letzten Drittel des 19. Jahrhunderts eine wirtschaftliche und gesellschaftliche Einheit. Diverse öffentliche Aufgaben in den Bereichen Infrastruktur und Schule tragen die beiden Gemeinden gemeinsam.
Durch die zahlreichen Textilfabriken und die Bleicherei im Doppeldorf lebte im ersten Viertel des 20. Jahrhunderts eine grosse Anzahl Arbeiter in Schönengrund. Dadurch war Schönengrund eines der wenigen Dörfer Appenzell Ausserrhodens, in dem schon damals eine nennenswerte Arbeiterbewegung existierte. Auch erwählte man in Schönengrund den ersten sozialistischen Gemeindeschreiber des Kantons im Jahr 1926.
In der Wirtschaftskrise in der ersten Hälfte des 20. Jahrhunderts erlebte das Dorf einen Bevölkerungsabgang, und das Siedlungsbild erstarrte bis in die 1960er-Jahre. Von 1915 bis 1964 wurden in Schönengrund und Wald nur zwei Häuser gebaut. Mitte 1960 kam es jedoch wieder zu einem Wechsel: ein Mehrzweckgebäude und eine Sesselbahn auf den Hochhamm entstanden. Der Bevölkerungsschwerpunkt verlagerte sich zunehmend in den Dorfbereich. In den Aussenbezirken entstand eine grosse Anzahl Ferienwohnungen.
Während des Zweiten Weltkriegs dienten die leerstehenden Ferienheime, Wohnungen und Stickfabriken in Schönengrund und Wald als Gastort für die Flüchtlinge. In ihnen wohnten viele jüdische Flüchtlinge sowie Angehörige des französischen Armeekorps und anderer Armeen. Im Mai 1944 wurden die provisorischen Flüchtlingsheime wieder aufgelöst. Als erste Ausserrhoder Gemeinde trennte Schönengrund 1836 den öffentlichen Haushalt in Kirch- und Gemeindegut. 1955 wurde die Gemeindeversammlung abgeschafft und die Urnenabstimmung eingeführt.

### Bevölkerung
| Bevölkerungsentwicklung | Bevölkerungsentwicklung | Bevölkerungsentwicklung | Bevölkerungsentwicklung | Bevölkerungsentwicklung | Bevölkerungsentwicklung | Bevölkerungsentwicklung | Bevölkerungsentwicklung | Bevölkerungsentwicklung | Bevölkerungsentwicklung | Bevölkerungsentwicklung | Bevölkerungsentwicklung | Bevölkerungsentwicklung |      |
| ----------------------- | ----------------------- | ----------------------- | ----------------------- | ----------------------- | ----------------------- | ----------------------- | ----------------------- | ----------------------- | ----------------------- | ----------------------- | ----------------------- | ----------------------- | ---- |
| Jahr                    | 1734                    | 1850                    | 1870                    | 1888                    | 1900                    | 1920                    | 1941                    | 1960                    | 1980                    | 1990                    | 2000                    | 2010                    | 2022 |
| Einwohner               | 400                     | 609                     | 797                     | 736                     | 661                     | 637                     | 451                     | 450                     | 404                     | 434                     | 459                     | 494                     | 535  |

Bevölkerungsmässig ist Schönengrund die kleinste Gemeinde Ausserrhodens.

## Politik
Thorsten Friedel ist der aktuelle Gemeindepräsident der Gemeinde Schönengrund (Stand Februar 2024). Schönengrund verfügt über einen fünfköpfigen Gemeinderat, der unter der Leitung des Gemeindepräsidenten steht. Der Rat wird für eine vierjährige Amtszeit von den Stimmbürgerinnen und Stimmbürgern im Majorzverfahren bestimmt. Der Gemeinderat ist ein politisches Organ der Exekutive und kümmert sich im Rahmen seiner Kompetenzen um die laufenden Geschäfte der Gemeinde. Es gibt auf Gemeindeebene keine begrenzte Anzahl Amtszeiten. Die aktuelle Zusammensetzung des Gemeinderats ist auf der Webseite der Gemeinde abrufbar.
Aufgrund der Einwohnerzahl hat Schönengrund im Kantonsrat in Herisau, der Legislative des Kantons, einen Sitz. Die Person wird im Majorzverfahren von den Stimmbürgerinnen und Stimmbürgern für eine Amtszeit von vier Jahren gewählt. Die Kantonsrätinnen und Kantonsräte vertreten die Interessen der Gemeinde auf kantonaler Ebene. Die aktuellen Vertretungen aller Gemeinden sind auf der Webseite des Kantonsrats verzeichnet.

### Wappen
Das heutige Gemeindewappen ist ein um 1915 entstandener Entwurf des Heraldikers Jakob Signer.

## Wirtschaft und Infrastruktur

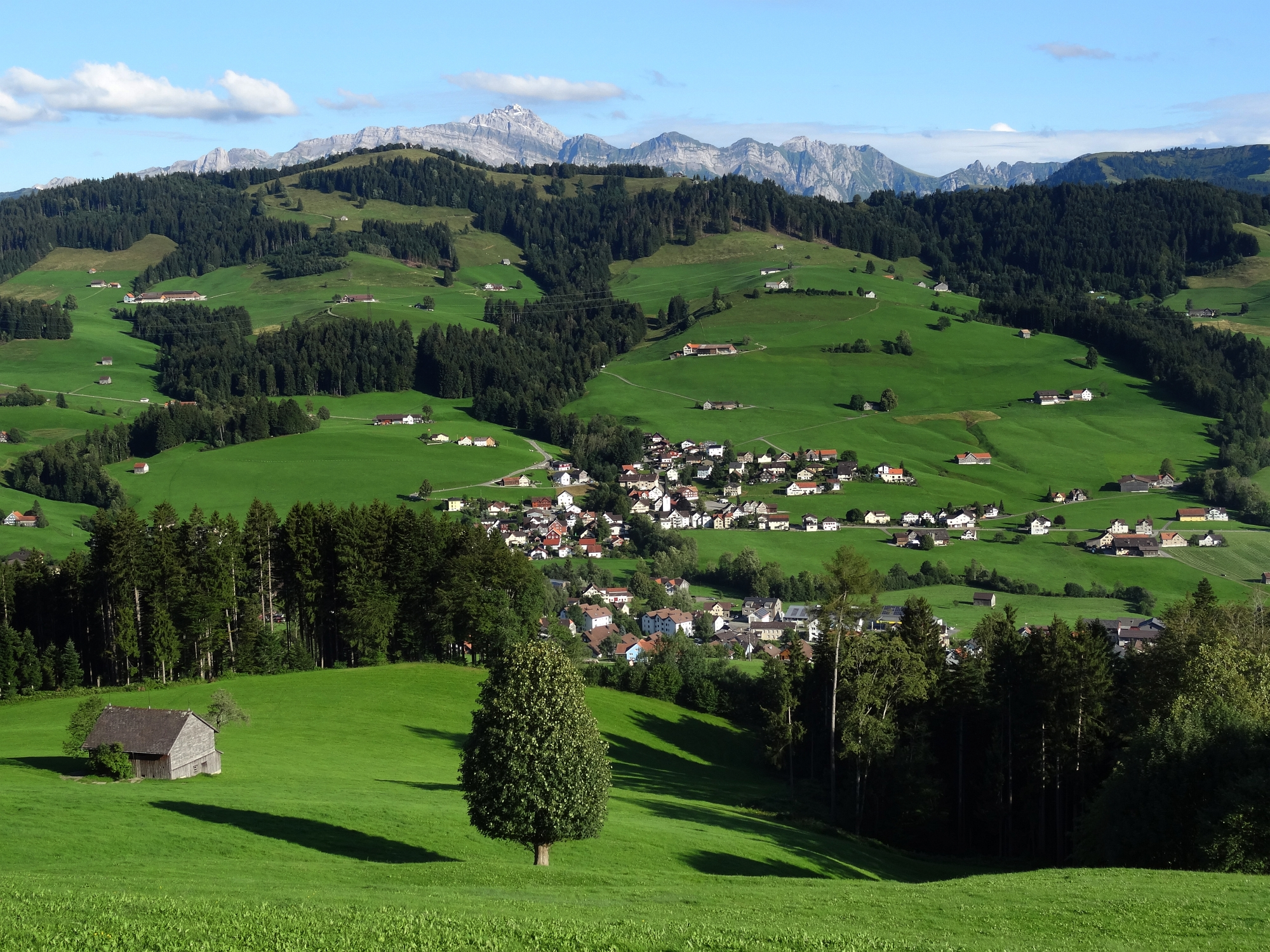
Schönengrund, Hochhamm und Säntis

Neben althergebrachter Milch- und Viehwirtschaft wurde im 17. Jahrhundert zunehmend die Weberei ein wichtiger Erwerbszweig: Ohne die Textilbranche, die wirtschaftlich von grosser Bedeutung für die Gemeinde war, hätte man den eigenen Kirchenbau nicht finanzieren können. Bis 1740 war vor allem die Leinwandweberei vorherrschend, ab dann gab es einen Anstieg der Baumwollweberei. Ab 1820 begannen die Webstühle leistungsstärker zu werden und ermöglichten somit neue Herstellungsweisen der Stoffe. So war ein Schönengründler Fabrikant der erste im Appenzellerland, der einen Jacquard-Webstuhl besass. Die Industrie war grösster Arbeitgeber der Gemeinde: Im Jahr 1842 waren 57 Prozent der Dorfbewohner in der Weberei tätig, und Schönengrund war damals «das ausgeprägteste Weberdorf des Appenzeller Hinterlandes». Im 19. Jahrhundert, vor allem im letzten Drittel, wurde die Weberei noch durch Stickerei ergänzt. Besonders die Plattstichweberei wurde praktiziert. Diese war in Schönengrund allerdings nie so bedeutend wie sie es in anderen Ausserrhoder Gemeinden war. Die erste Stickfabrik des Doppeldorfes wurde 1861 durch die Gebrüder Stauder eröffnet. 1910 erreichte die Handmaschinenstickerei einen Höhepunkt – damals waren 53 Maschinen in Schönengrund in Betrieb.
In Schönengrund gab es etwa von 1810 bis 1820 eine mechanische Spinnerei am Dorfbach, das Gebäude wurde etwa 1825 abgebrochen. Weitere Fabriken siedelten sich meist in Wald an; eine erste Bleicherei wurde vermutlich 1749 im ehemaligen Gasthof Mühle in Wald gegründet. Danach entstand die Nachfolge-Bleicherei 1818 im sogenannten Faulmoos. Sie wurde 1883 vom Herisauer Unternehmer Johann Jakob Locher übernommen und wurde somit zur Bleicherei Locher. Die Bleicherei Locher war mehr als 100 Jahre lang einer der wichtigsten Arbeitgeber des Doppeldorfes, bis der Betrieb 1975 aufgegeben wurde. Daneben boten drei Stickfabriken und eine mechanische Weberei Verdienstmöglichkeiten. Die Weberei existierte von 1865 bis 1977. Danach wurde darin bis in die 1990er-Jahre eine Plastiknetz-Fabrikation betrieben.
Die Textilkrise der ersten Hälfte des 20. Jahrhunderts traf Schönengrund hart. Bisher hatte man sich von den Krisen immer gänzlich erholen können, doch die Folgen der beiden Weltkriege machten eine Konjunktur unmöglich. So brach die Textilindustrie in Schönengrund praktisch ganz ein. Nur wenige Stickerei-Betriebe überlebten: Der letzte musste 1977 schliessen. Die Krise widerspiegelte sich auch in der Bevölkerung – die Bevölkerungszahlen gingen massiv zurück. Durch den Schwund der Textilbranche wurde die Landwirtschaft wieder zum wichtigsten Wirtschaftssektor.
Die Sparkasse war 1820 ins Leben gerufen worden. Allerdings wurde sie schon bald wieder aufgelöst, als deren Gründer nach Bühler zog.
Der bescheidene, um 1900 einsetzende Fremdenverkehr erhielt mit dem 1965 gegründeten Verkehrsverein und den 1963 bis 1965 errichteten Sessel- und Skiliften, die 1992 in Konkurs gingen, neue Impulse. 2005 stellte der erste Wirtschaftssektor gut 45 Prozent und der zweite Sektor knapp 15 Prozent der Arbeitsplätze in der Gemeinde.
Das wohl wichtigste Unternehmen Schönengrunds ist die Krüsi Maschinenbau AG. Es wurde 1961 in Speicher gegründet, aber schon ein Jahr darauf nach Schönengrund übergesiedelt. Die Firma wurde von Fritz Krüsi gegründet, einem Konstrukteur mit Erfindergeist, der den ersten Motorheuer entwickelte. Krüsi Maschinenbau AG stellt Maschinen für die Holzverarbeitung her, 80 Prozent der in Schönengrund produzierten Maschinen werden ins Ausland geliefert. Fritz Krüsi gewann 2007 den KMU-Preis der FDP Schweiz für sein Lebenswerk. 2021 feierte die Firma ihr 60-Jahr-Jubiläum.
Da Schönengrund und Wald eine wirtschaftliche und gesellschaftliche Einheit bilden, teilt sich das Doppeldorf auch die Gewerbebetriebe. So sind in Wald-Schönengrund 37 Gewerbebetriebe verzeichnet. Dabei sind die grössten Arbeitgeber der Gemeinden das «Wohnheim und Werkstätte Landscheide» und die Raiffeisenbank. Eine Einkaufsmöglichkeit gibt es in Wald, wo die Landi, eine Metzgerei und eine Bäckerei mit Café bei der Tankstelle zusammengefasst sind.

### Medien
Das Mitteilungsblatt der Gemeinde Schönengrund erscheint monatlich. Es wird von einer vierköpfigen Redaktionskommission betreut.

### Bildung

Johann Jakob Frei (1789–1852)

Bis ins Jahr 1835 war der Pfarrer für den Schulunterricht verantwortlich. Danach wurde eine Schulkommission gewählt und ein Lehrer angestellt. Unterrichtet wurde in einer Stube im Pfarrhaus. Damals fand der Unterricht während fünf bis sechs Stunden täglich statt. Pro Woche hatten die Eltern dem Lehrer einen gewissen Beitrag zu bezahlen. Leute, die sich dies nicht leisten konnten, wurden durch die Gemeinde unterstützt. Ab 1807 wurde auf Initiative von Pfarrer Johann Jakob Frei ganzjährig unterrichtet. Ein erstes Schulhaus entstand in den Jahren 1856 bis 1857. 1861 führte Schönengrund als erste Gemeinde des Kantons Appenzell Ausserrhoden eine obligatorische Arbeitsschule für Mädchen ein. Von 1900 bis 1902 wurde ein zweites Schulhaus im Unterdorf (heutige Gemeindekanzlei) erbaut. Die Schönengründler absolvieren seit den 1860er Jahren die Real- und Sekundarschule im st.gallischen St. Peterzell, wobei die Realschüler im Zeitraum von 1920 bis 1953 die Realschule in Waldstatt besuchten.
Ein Kindergarten wurde 1873 gegründet. Ziel und Zweck war die Förderung der Kleinkinderziehung. Der Kindergarten wurde vom privaten Verein «Kindergartenverein Wald-Schönengrund» getragen. Erst 1976 konnte der Verein durch den «Zweckverband Primarschule Schönengrund-Wald» aufgelöst werden.
Seit 1977 gibt es in Schönengrund eine gemeinsame Primarschule mit Wald SG. Die Schule wird durch einen Zweckverband der Gemeinde Schönengrund und der Schule Oberes Neckertal geführt. Der Unterricht richtet sich am Lehrplan von St. Gallen aus. Die Oberstufe wird in St. Peterzell besucht. Die Oberstufenschulgemeinde besteht aus den Gemeinden Neckertal und Schönengrund. Weiterführende Schulen sind die Kantonsschule Trogen – die einzige Kantonsschule des Kantons Appenzell Ausserrhoden – oder für Lehrlinge das Berufsausbildungszentrum in Herisau.

### Soziale Institutionen
Der Verein Wohnheim und Werkstätte Landscheide ist eine Institution, die Menschen mit Behinderung einen geschützten Wohn- und Arbeitsplatz bietet. Gegründet wurde die Institution 1954 als privates Heim für Frauen mit psychischen Störungen. 1987 wurde die Landscheide vom Trägerverband «Appenzellischer Hilfsverein für Psychischkranke» übernommen und das Wohnheim mit einer geschützten Werkstätte ergänzt. Seit 1990 wird die Institution vom Verein Wohnheim und Werkstätte Landscheide geführt. Sie nimmt Menschen mit geistiger, psychischer und/oder körperlicher Beeinträchtigung auf. Seit ihrer Gründung hat die Landscheide ein wachsendes Kontingent an Betreuungs- und Arbeitsplätzen und wurde mehrfach um- und ausgebaut.
Die Reha Löwen Schönengrund ist eine stationäre Einrichtung für psychisch beeinträchtigte Erwachsene. Sie bietet 18 Plätze an. Die Klienten arbeiten ausserhalb oder in der eigenen Werkstatt, im Gemüsegarten oder der Hauswirtschaft.
Balmer Welten GmbH ist ein sozial-wirtschaftliches Unternehmen, das für Jugendliche in schwierigen Lebenslagen Arbeits- und Ausbildungsplätze in Gartenbau und Reinigung anbietet. Seit 2023 führt Balmer auch ein Wohnheim in der 400-jährigen ehemaligen Mühle von Schönengrund.

### Verkehr
Schönengrund liegt an der alten Verbindung von Herisau über Hemberg ins Toggenburg. Ab 1770 wurde der Übergang von Wald nach St. Peterzell und über die Wasserfluh nach Lichtensteig zur Hauptverbindung. Diese Strasse wurde 1839 neu angelegt und verbessert, sie entspricht der heutigen Hauptstrasse Nummer 8. Es gab ab 1870 mehrere Anläufe für einen Anschluss ans Eisenbahnnetz mit einer Schmalspurbahn von Waldstatt über Schönengrund und durch einen Wasserfluhtunnel nach Lichtensteig, die vor allem von lokalen Textilfabrikanten vorangetrieben wurden. Mit der Eröffnung der Bodensee-Toggenburg-Bahn 1910 und deren Linienführung über Degersheim mussten die Eisenbahnpläne endgültig begraben werden. Ab 1904 verkehrte ein jedoch ein Linienbus auf der Strecke St. Peterzell–Herisau.
Schönengrund ist heute mit der Postautolinie von Herisau über Waldstatt, Schwellbrunn, Schönengrund und St. Peterzell nach Brunnadern-Neckertal an den öffentlichen Verkehr angeschlossen.

## Kultur und Freizeit

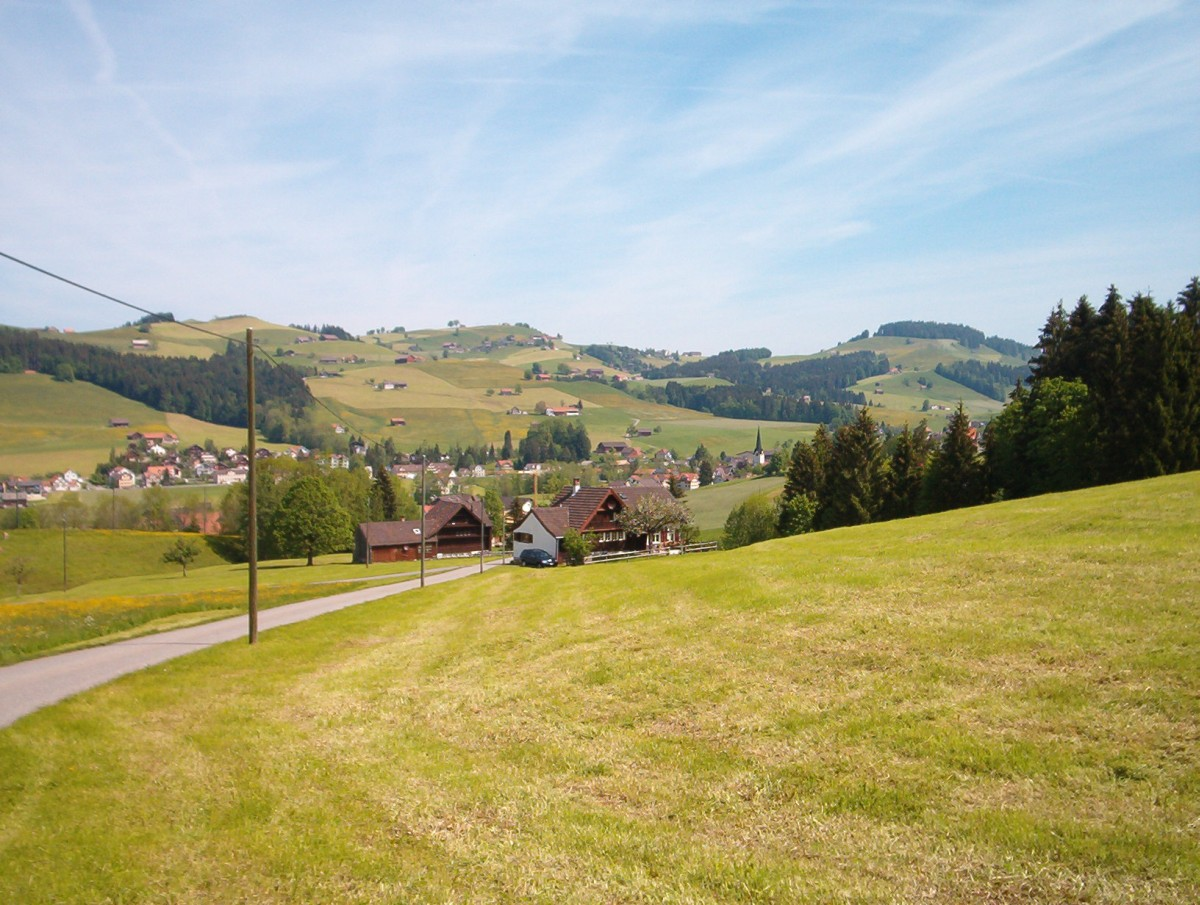
Schönengrund im Mai 2004, gesehen von der Seite des Hochhamm (nicht im Bild)

Seit der zweiten Hälfte des 19. Jahrhunderts wurden die meisten Vereine mit dem Nachbarort Wald vereinigt. Das Vereinsleben soll massgebend für die Gründung des Doppeldorfes Schönengrund-Wald gewesen sein.

### Musik
Die «Musikgesellschaft Schönengrund-Wald» (MGSW) wurde 1886 als Blechharmonie Wald-Schönengrund gegründet. Nach einem Auftritt in Hundwil im Jahr 1903 entstand eine Diskussion über die Gemeindezugehörigkeit der Mitglieder. Der Verein wurde daraufhin in «Blechharmonie Schönengrund-Wald» umgetauft. Dem Appenzellischen Kantonalmusikverband trat die Musikgesellschaft 1950 bei. Im selben Jahr konnte eine vollständige Uniform angeschafft werden. 1951 wurde der Verein ein weiteres Mal umbenannt und erhielt den heutigen Namen. 1986 feierte die Gesellschaft ihr 100-Jahr-Jubiläum, wo eine weitere Neuuniformierung und Neuinstrumentierung präsentiert wurde. Heute wird jedes zweite Jahr eine Unterhaltung angeboten. Der Verein zählt heute ungefähr 30 engagierte Mitglieder. Neben der traditionellen Musikgesellschaft gibt es in Schönengrund mehrere Guggenmusiken.
Das Jodelchörli Schönengrund besteht aus etwa 20 Männern. Es pflegt das traditionelle Appenzeller Zäuerli und singt Jodellieder verschiedener Schweizer Komponisten. Das Jodelchörli hat mehrere CDs aufgenommen und tritt regelmässig auf.

### Bauwerke

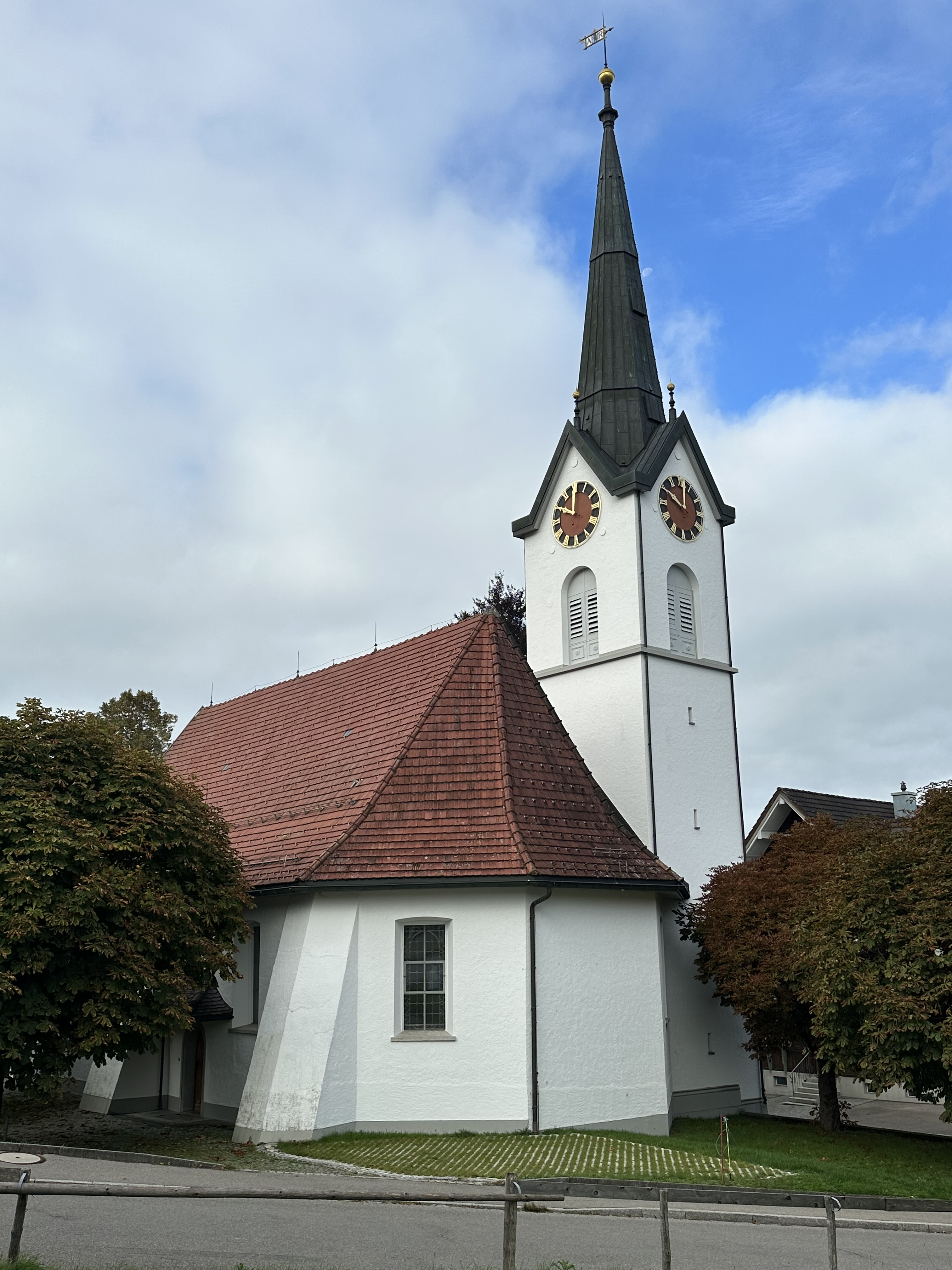
Reformierte Kirche

Das Dorfbild entlang der Strasse prägen getäferte Holzgiebelhäuser aus dem 18. und 19. Jahrhundert. Sie stehen in dichten Reihen und sind teilweise sogar zusammengebaut. Abseits der Strasse besteht Schönengrund aus Streusiedlungen und Einzelhöfen.
Bauherren der reformierten Kirche in Schönengrund waren der Urnäscher Jakob Mettler und die zwei Pfarrer Christoph Mittelholzer und Philipp Schlang. Grundsteinlegung war am vierten Mai 1720, am selben Tag wie in Waldstatt. Bauausführer war unter anderem Maurermeister Laurenz Koller von Teufen. 1720 konnte der Neubau eingeweiht werden. Es ist ein schlichter verputzter Steinbau mit einem steilen Satteldach. Der Turm mit Spitzhelm wurde 1884 um eine Glockenstube erhöht. Der Innenraum gliedert sich in Schiff und Chor und wird von einer hölzernen Kastendecke zusammengefasst. Auf der rückwärtigen Empore wurde 1956 eine Orgel eingebaut. Die Kirchgemeinde Schönengrund hat sich 2023 mit Herisau, Schwellbrunn und Waldstatt zur Evangelisch-reformierten Kirchgemeinde Appenzeller Hinterland zusammengeschlossen.

### Sport
Der erste Turnverein wurde 1872 im Gasthaus «Krone» in Wald ins Leben gerufen. Ein Jahr später wurde der Verband in den st.gallischen Kantonalverband aufgenommen. 1880 wurde er jedoch aufgelöst. Ein zweiter Turnverein etablierte sich 1904. Wöchentliche Trainings, Teilnahmen an verschiedenen Turnfesten gehörten zu den Hauptaktivitäten. Der Damenturnverein und der Frauenturnverein wurden beide 1966 gegründet. Sie gehörten dem Appenzellischen Turnverein an. Die Aktivitäten waren die gleichen wie beim Männerturnverein. Heute hat die Vereinigung zehn verschiedene Riegen, darunter eine Trampolin- und eine Volleyballriege.
Auf rund 15 Kilometern erstrecken sich mehrere Langlaufstrecken, die an verschiedenen Einstiegsmöglichkeiten starten. Zwei dieser 15 Kilometer sind in der Nacht befahrbar. Die erste Loipe wurde in den 1950er-Jahren präpariert. Etwa 20 Jahre später übernahm der Verkehrsverein die Leitung, und um 1980 herum wurde der Loipenverein gegründet. In der Wintersaison 2013/14 wurde ein hochmodernes Spurmaschinengerät erworben, was die Qualität der Loipen um einiges verbesserte.
Da Schönengrund direkt am Fusse des Alpsteins liegt, bieten sich viele Wandermöglichkeiten an. Einer dieser Wanderwege führt auf den Hochhamm (1275 m), den Schönengrunder Hausberg. Wegen dieses Berges wird Schönengrund auch «die Gemeinde am Hamm» genannt. Zu Fuss ist er vom Dorf in etwa einer Stunde erreichbar – bis ins Jahr 1992 führte eine Sesselbahn hinauf. Westlich des Gipfels ist das Bergrestaurant Hochhamm (1211 m).
Rund um Schönengrund gibt es zwei Themenwege: Der Geschichtenweg ist ein Rundweg und erzählt auf Tafeln von Hexen und Dämonen. Diese Geschichten wurden von Schülerinnen und Schülern verfasst. Der Kulturweg, der auf 7,5 Kilometern während 2,5 Stunden durch Schönengrund und Umgebung verläuft, führt in die Geschichte der Gemeinde: Zeugen von Textilindustrie und Tourismus sind zum Beispiel ein Fabrikantenhaus und ein Webkeller, das Bad Bruggli oder der Ruhsitz.

### Regelmässige Veranstaltungen
Jeweils im Herbst findet die alljährliche Viehschau statt. Dafür putzen und schmücken die Bauern ihre schönsten Kühe, sodass sie der Gemeinde präsentiert werden können. Eine ausgewählte Jury prämiert die schönste Kuh.
Am 31. Dezember und 13. Januar findet das Silvesterchlausen statt. In Schönengrund sind jeweils etwa acht bis 10 Erwachenen-, Jugend- und Kinderschuppel unterwegs.
Zur Fasnacht in Schönengrund gehört ein traditioneller Umzug am Fasnachtssamstag.
Die Route des Herisauer Bloch führt über Waldstatt, Schönengrund und Schwellbrunn zurück nach Herisau. Beim Bloch wird ein Baumstamm in einem Umzug durch die Dörfer gezogen und am Schluss versteigert.

## Persönlichkeiten
- Hans Konrad Bondt (1767–1817), Unternehmer, Politiker
- Hans Konrad Frick (1811–1897), Mundartdichter, heimatberechtigt in Schönengrund
- Fritz Krüsi (1934–2017), Konstrukteur, Unternehmer, Politiker[31]
- Johann Jakob Locher (1841–1900), Unternehmer, Kantonsrat, Leitung der Bleicherei Schönengrund
- Josef Meyer (um 1720–1798), Fabrikant
- Albert Nufer (* 1942), Politiker
- Johann Konrad Rechsteiner (1797–1858), 1824–1829 in Schönengrund als Pfarrer tätig
- Gertrud Wydler-Seipel (1919–2010), Kinderpsychotherapeutin und Autorin[32]

## Bilder

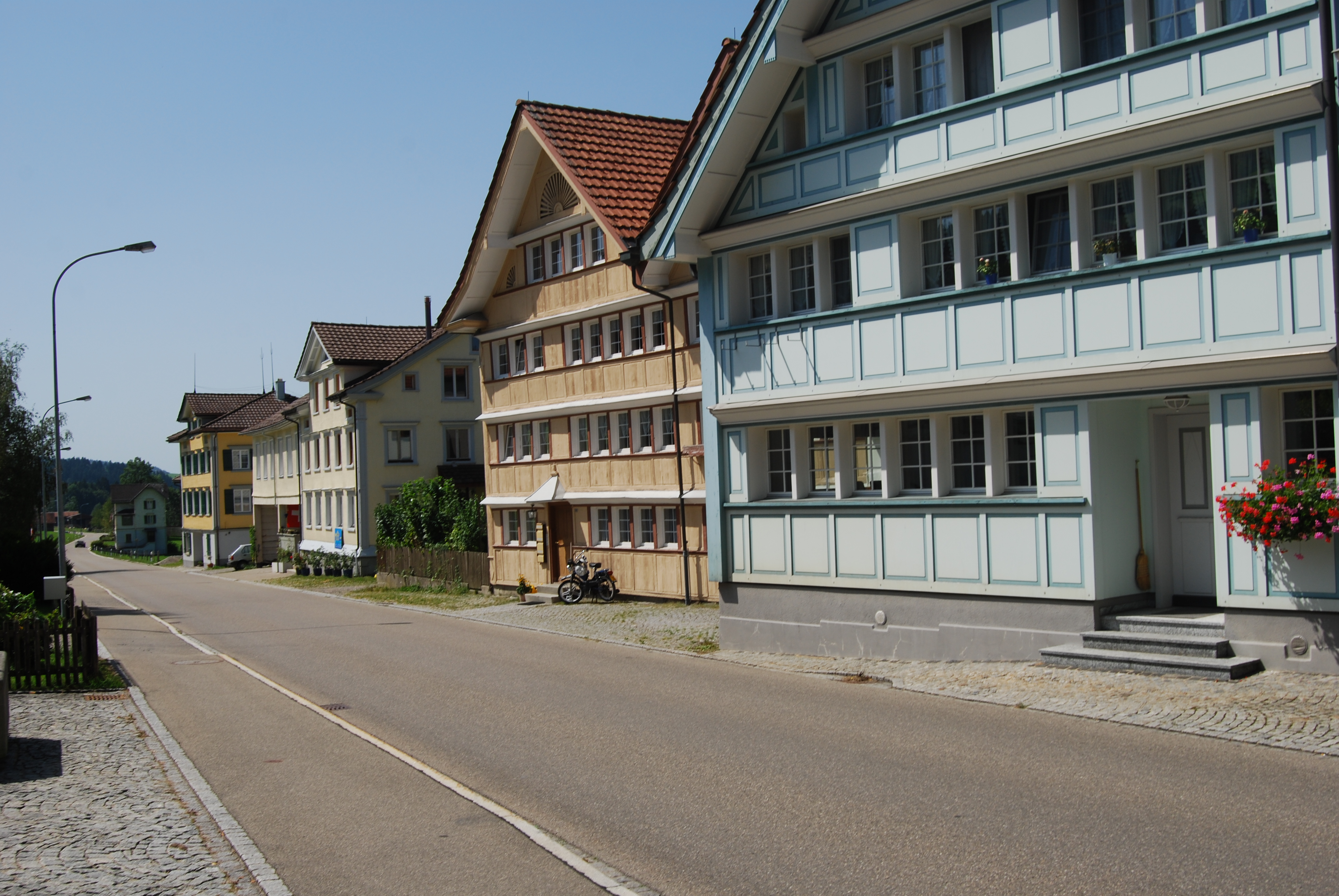
Dorfstrasse Schönengrund
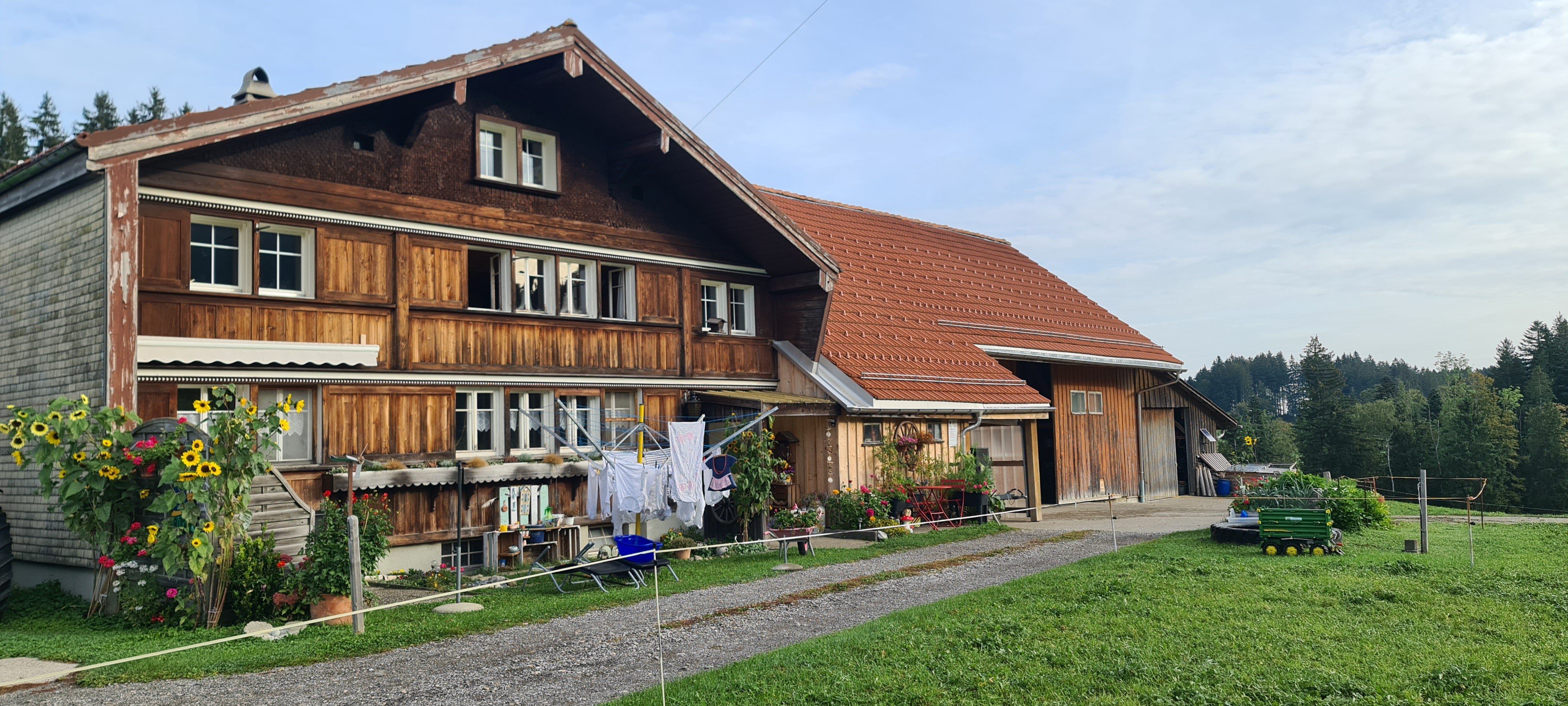
Bauernhaus Blatten
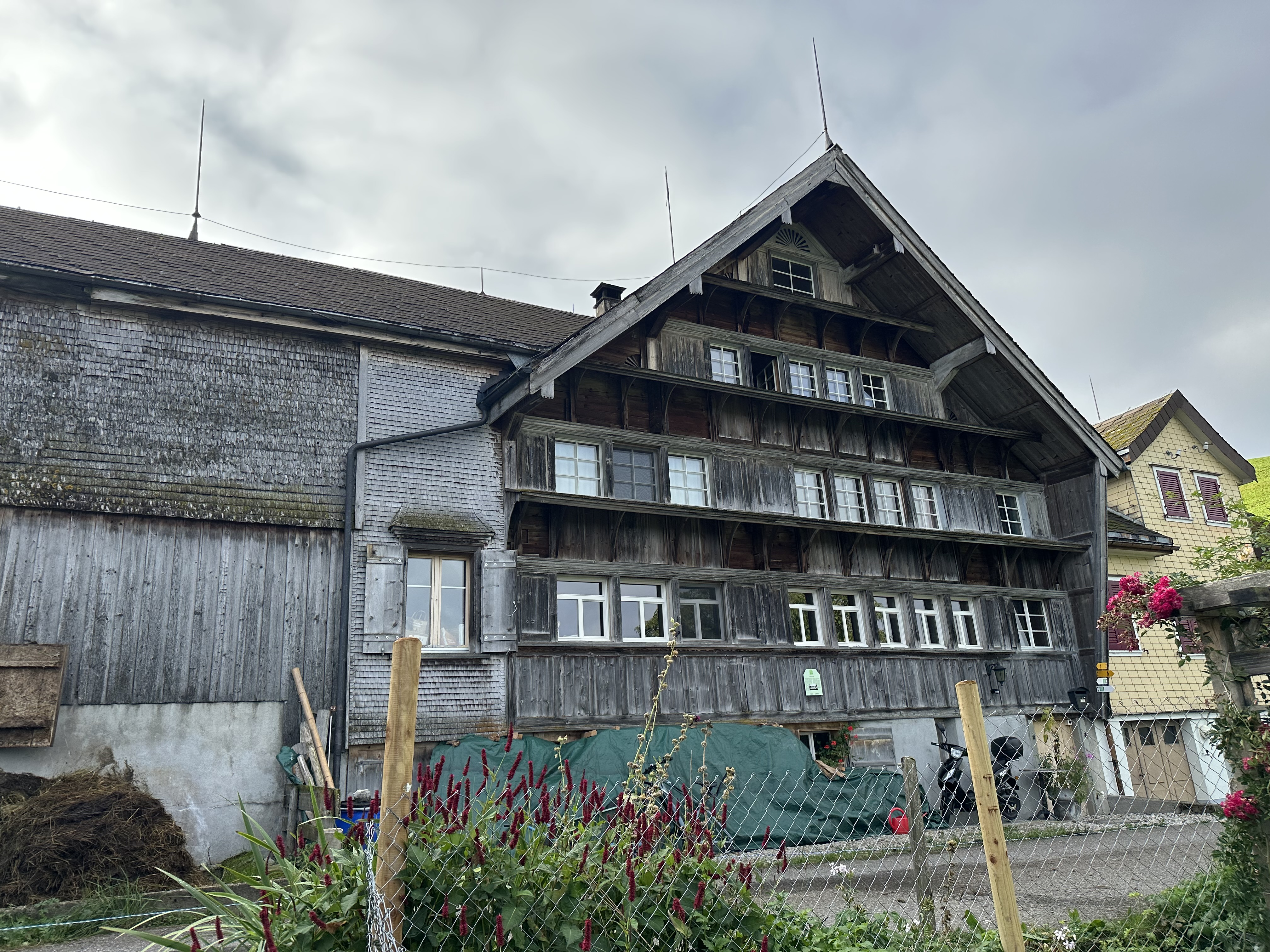
Das Bruggli war einst ein Bad
Schönengrund, Zeichnung von Johann Ulrich Fitzi (1798–1855)